# Saská IV K

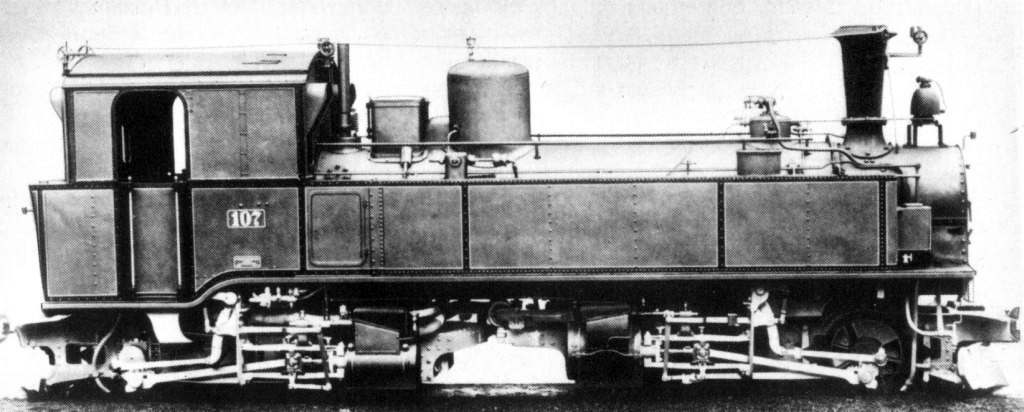
Lokomotiva IV K

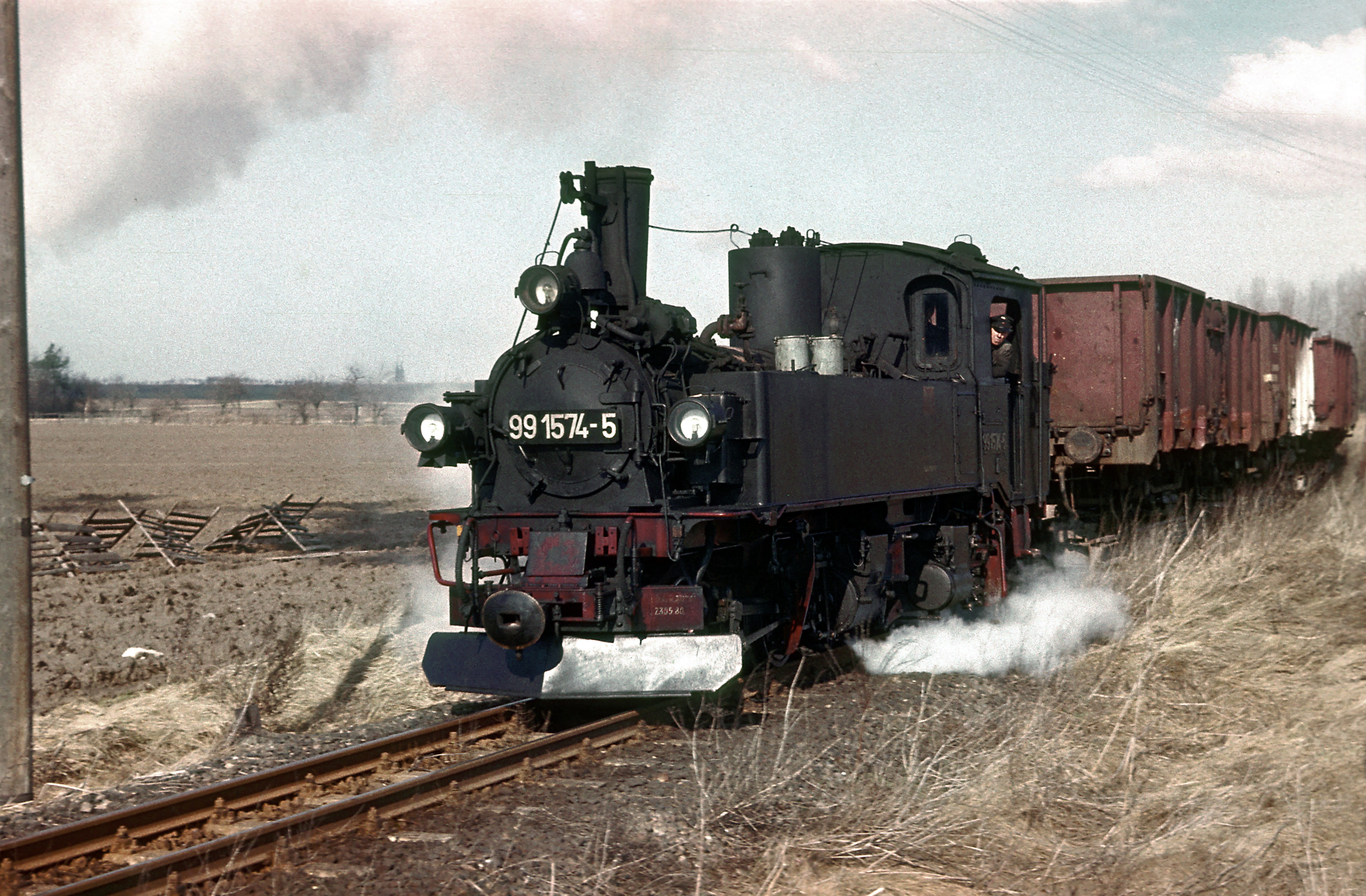
Saská IV K na trati Oschatz-Mügeln (1982)

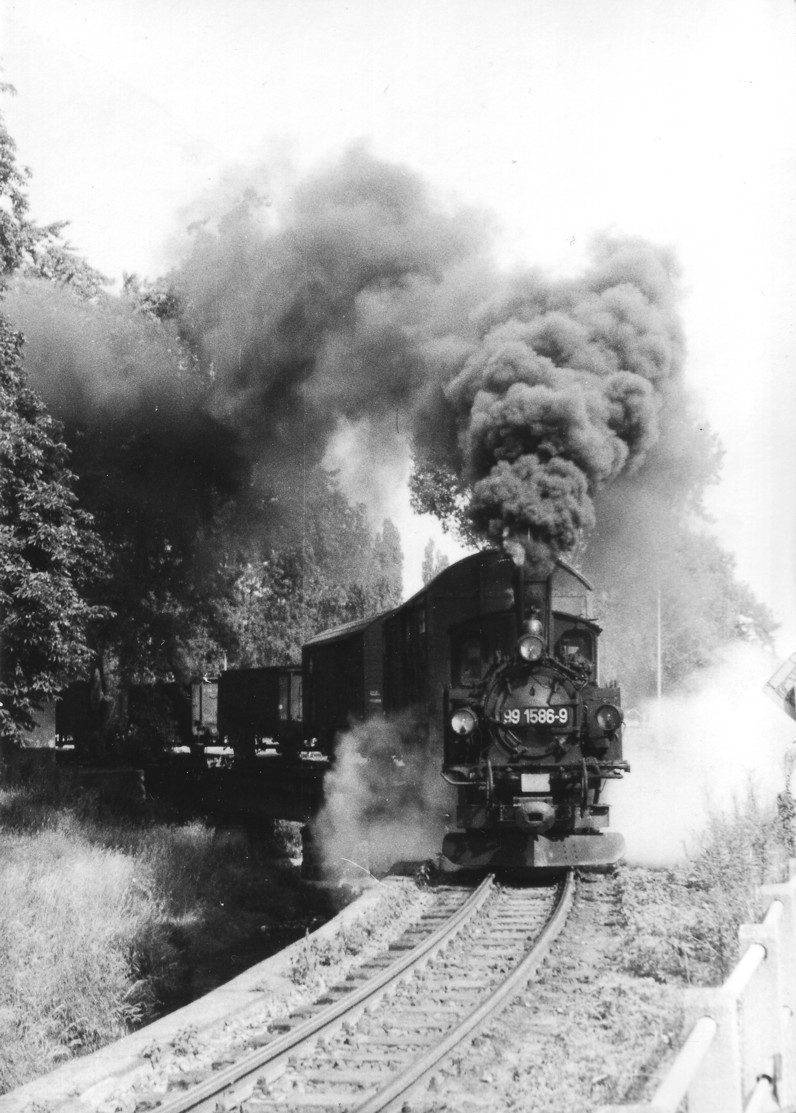
99 586 u Oschatz (1988)

Saská IV K (německy: Sächsische IV K) je označení čtyřnápravových úzkorozchodných parních lokomotiv Královských saských drah s pojezdem Günther-Meyer o rozchodu 750 mm. S 96 vyrobenými exempláři je považována nejvíce vyráběnou úzkorozchodnou parní lokomotivu Německa. Deutsche Reichsbahn (DR) lokomotivám v roce 1925 přiřadila označení 99.51–60.
Na konci 19. století rostly přepravní výkony na saských úzkorozchodných dráhách a Královské saské dráhy se rozhodly doplnit lokomotivy řad I K a III K výkonnějšími stroji. Strojírny Sächsische Maschinenfabrik vyvinuly novou úzkorozchodnou lokomotivu, která vycházela z konstrukce normálněrozchodné lokomotivy řady M I TV. Mezi roky 1892 a 1921 bylo vyrobeno celkem 96 úzkorozchodných lokomotiv označených čísly 103 až 198. Po první světové válce byly tři lokomotivy v rámci reparací předány Polsku, dvě další zůstaly v Maďarsku. Deutsche Reichsbahn přiřadila v roce 1925 zbývajícím 91 lokomotivám čísla 99 511–546, 99 551–558, 99 561–579 a 99 581–608. Po zahájední dodávek lokomotiv řady VI K (99.67–71) a lokomotiv řady 99.73–76 bylo ve třicátých letech 18 lokomotiv vyřazeno. V průběhu druhé světové války se stav snížil o dalších dvanáct kusů.
Kvůli neuspokojivým výsledkům při testování dieselových lokomotiv řady V 36.48, kterými chtěla Deutsche Reichsbahn řadu IV K nahradit, byly od roku 1962 provedeny renovace 29 lokomotiv IV K. Renovované lokomotivy získaly nové svařované kotle, u pozdějších renovací byly rovněž původní nýtované rámy nahrazeny svařovanými. Lokomotivy, u kterých nebyly provedeny renovace, byly do roku 1973 vyřazeny ze služby. Tři stroje s nýtovanými kotli a rámy byly zachovány pro muzejní účely (99 535, 99 579 a 99 604). Od poloviny sedmdesátých let byly vyřazovány ze služby i lokomotivy s novými kotli, u kterých nebyla provedena výměna rámu. Ještě v osmdesátých letech zajišťovaly lokomotivy IV K veškeré přepravní výkony na tratích Wolkenstein–Jöhstadt a Oschatz–Mügeln–Kemmlitz.

## Zachovalé lokomotivy
Z 22 zachovalých lokomotiv je pouze část schopná provozu.
- 99 516 – Museumsbahn Schönheide (provozuschopná)
- 99 534 – vystavena u výtopny bývalého nádraží v Geyeru
- 99 535 – Verkehrsmuseum Dresden
- 99 539 – Traditionsbahn Radebeul
- 99 542 – Preßnitztalbahn (provozuschopná)
- 99 555 – Zittauer Schmalspurbahnen e.V. (provozuschopná)
- 99 561 – Förderverein Wilder Robert
- 99 562 – Deutsches Dampflokomotiv-Museum, Neuenmarkt-Wirsberg
- 99 564 – Sächsische Dampfeisenbahngesellschaft
- 99 566 – Sächsisches Eisenbahnmuseum, Chemnitz
- 99 568 – Preßnitztalbahn (provozuschopná)
- 99 574 – Döllnitzbahn
- 99 579 – Schmalspurbahnmuseum Rittersgrün
- 99 582 – Museumsbahn Schönheide (provozuschopná)
- 99 584 – Döllnitzbahn (provozuschopná)
- 99 585 – Museumsbahn Schönheide
- 99 586 – Traditionsbahn Radebeul (provozuschopná)
- 99 590 – Preßnitztalbahn (provozuschopná)
- 99 594 – Preßnitztalbahn (provozuschopná)
- 99 604 – Stiftung Sächsische Schmalspurbahnen (Schmalspurbahnmuseum Radebeul)
- 99 606 – Stiftung Sächsische Schmalspurbahnen
- 99 608 – Sächsische Dampfeisenbahngesellschaft (provozuschopná)